# Коктальський сільський округ (Маканчинський район)
Кокта́льський сільський округ (каз. Көктал ауылдық округі, рос. Коктальский сельский округ) — адміністративна одиниця у складі Маканчинського району Абайської області Казахстану. Адміністративний центр та єдиний населений пункт — село Коктал.
Населення — 631 особа (2021; 769 у 2009, 1022 у 1999, 1247 у 1989).
Станом на 1989 рік існувала Коктальська сільська рада (село Коктал).